# Jacob Flachsenius (1683–1733)
Jacob Flachsenius, född 1683 i Åbo, död 1733 i Rydaholms församling, Kronobergs län, var en svensk präst.

## Biografi
Jacob Flachsenius föddes 1683 i Åbo. Han var son till teologiprofessorn Jakob Flachsenius. Flachsenius blev 1694 student vid Åbo akademi, disputerade vid universitetet 1703 och promoverades 1711 till filosofie magister vid Jena universitet. Han blev 1713 vikarierande lektor vid katedralskolan, Växjö och var dess rektor 1717–1718. Flachsenius blev 1718 lektor i eloquentie, tillträdde 1719 och prästvigdes 1718. Han blev andre teologie lektor 1721, tilltikka kyrkoherde i Öjaby församling. Den 31 oktober 1724 blev han kyrkoherde i Rydaholms församling och 1725 kontraktsprost i Östbo kontrakt. Flachsenius avled 1733.

### Familj
Flachsenius var gift med Catharina Lund, borsdotter till biskopen David Lund i Växjö stift. De fick tillsammans barnen Margaretha Flachsenius (1724–1754), Isak Flachsenius (född 1727), Jacob Flachsenius (död 1741), Christina Flachsenius (1730–1731), Susanna Flachsenius som var gift med kyrkoherden Johannes Hielm i Barnarps församling och Elisabet Flachsenius.